# Thaiföld világörökségi helyszínei
Thaiföld területéről eddig nyolc helyszín került fel a világörökségi listára, hat helyszín a javaslati listán várakozik a felvételre.  
| | Szukhothaj történelmi városa |
| 1991 |                              |
| Kulturális (I)(III) |                              |
| Védett terület: 11 852 ha, hivatkozás: 574 |                              |
| A Thaiföld északi részén ma már romokban álló Szukhotaj a 13. és a 14. században az első Sziámi Királyság központja volt. A királyságot a khmerek 1238-as kiűzése után alapították. Itt alakult ki az úgynevezett „szukhotaj stílus”, egy olyan művészeti és építészeti irányzat ami az erőteljes khmer befolyás jellegzetességeit ötvözte a helyi díszítőelemekkel. A település megőrizte erődítményeinek nagy részét, a városközpontban fennmaradt épületek jelentős része a thai építészet kezdeti szakaszából származik. Legfontosabb épülete a Wat Mahathat épületkomplexum ami egykor kolostor volt és egyben a város vallási központja. Az egykor hatalmas épületegyüttes többek között csarnokokból, a relikviák őrzésére szolgáló terekből, a királyi templomból, chedikből, sztúpákból és a temetőből állt. A Wat Si Chum templom nagyméretű ülő Buddha-szobráról nevezetes, amely egyike a jellegzetes szukhotaji stílusú karcsú és elegáns szobroknak. A korábbi San Ta Pha Daeng és Wat Si Sawai templomok még erőteljes khmer befolyásról tanúskodnak. A helyszínhez tartozik még Si Satchanalai a kerámiakészítéséről nevezetes település, valamint a stratégiailag fontos helyen álló Kamohena Pet. |                              |

| | Ajutthaja történelmi városa |
| 1991 |                             |
| Kulturális (III) |                             |
| Védett terület: 289 ha, hivatkozás: 576 |                             |
| A Lopburi folyó szigetén álló Ajutthaját a második Sziámi Birodalom fővárosát 1350 körül alapították. Ekkortól számítják Thaiföld (Sziám) államiságát. A település idővel a kelet egyik legnagyobb és leggazdagabb városa lett, virágkorában 375 kolostorral és templommal, 21 erődítménnyel és 100 városkapuval rendelkezett. Egyik fő jellegzetessége egy nagyméretű ereklyetartó torony, úgynevezett prang volt. Fennállásának 400 éve alatt 33 király székhelye volt, és a Khmer Birodalom utódjának politikai és kulturális központja. Építészetét kezdetben különböző helyi hagyományok keveredése jellemezte, később, a 15. században viszont egy különálló művészi stílusa fejlődött ki. A város lakói nyugati irányban is kereskedtek, ennek következtében építészetükben új hatások jelentek meg. Ma romokban álló templomai mellett kukoricacsőre emlékeztető prangok és harang alakú chedik emelkednek, legfontosabb műemlékei a Wat Phra Si Sanphet, a Wat Mahathat és a Wat Rajaburana templom együttesek. A település 1765-ben burmai kézre került és lerombolták. |                             |

| | Thungjaj–Huajkhakheng Vadrezervátum |
| 1991 |                                     |
| Természeti (VII)(IX)(X) |                                     |
| Védett terület: 622 200 ha, hivatkozás: 591 |                                     |
| Thaiföld nyugati részén a burmai határ közelében két összefüggő vadrezervátum (a Thungjaj és a Huajkhakheng) összesen 6100 négyzetkilométert foglal el, ezzel Délkelet-Ázsia legnagyobb vadrezervátumát alkotják. A területen megtalálható a kontinentális Délkelet-Ázsia szinte minden erdőfajtája amelyek szavannaszerű hegyi tájakkal váltakoznak. A két rezervátumban legalább harmincnégy nemzetközileg veszélyeztetettnek minősített faj él, és lehetőséget nyújt nagytestű ragadozók (pl. tigris, leopárd, ködfoltos párduc) és növényevő állatok (elefánt, tapír) életképes populációjának fenntartásához. Az itt élő állatfajok nagy száma annak köszönhető, hogy a jégkorszak idején a legszárazabb időszakban is örökzöld növényzet borította. A védett területet szándékosan nem nyilvánították nemzeti parknak, így nem is nyitották meg a látogatók előtt, viszont egy meghatározott körzetben engedélyt adtak a trópusi fák felhasználására. A rezervátum jellegzetes állatai még az ázsiai tulok, a disznószarvas, az oroszlánmakákó valamint huszonkét harkályfaj. |                                     |

| | Bancsiang régészeti lelőhelye |
| 1992 |                               |
| Kulturális (III) |                               |
| Védett terület: 30 ha, puffer zóna: 760 ha, hivatkozás: 575 |                               |
| Bancsiang, Délkelet-Ázsia eddig feltárt legfontosabb régészeti lelőhelye már az 1960-as években ismert volt amikor festett agyagcserepek kerültek elő, de a tervszerű ásatások csak 1972-ben kezdődtek el. A hely már az i. e. 5. évezredben is egy rendkívüli kulturális és technikai fellendülés központja volt. Itt találták meg a régió legkorábbi, gazdálkodásra utaló leleteit, valamint nagyon korai fémgyártásra és –felhasználásra utaló nyomokat. Egyes vélemények szerint már i. e. 4500 körül is használtak fémeket de az is lehetséges, hogy csak i. e. 2000 után. Számos kerámiatárgy is előkerült, ezek i. e. 3000 és i. sz. 400 (a település elnéptelenedésének feltételezhető időpontja) között készültek. A lakosok megélhetését öntözéses rizstermesztés valamint baromfi- és sertéstenyésztés biztosította. A rizstermesztéshez már felhasználták a háziasított bivalyok igavonó erejét is. A sírokban talált tárgyak a társadalom rétegződésére utalnak. A település kulturális és gazdasági jelentősége egyedülálló volt az eddig ismert kortárs települések között. |                               |

| | Dongphajajen–Khaujaj erdőegyüttes |
| 2005 |                                   |
| Természeti (X) |                                   |
| Védett terület: 615 500 ha, hivatkozás: 590 |                                   |
| Az erdőegyütes 230 kilométer hosszan húzódik a Khorat-fennsík déli szélétől a kambodzsai határig és négy nemzeti park tartozik hozzá. Összterületük 6000 négyzetkilométer, ahol körülbelül 800 állatfaj él. Elhelyezkedése egy hegyes-dombos vidéken 100 és 1350 méter tengerszint fölötti magasság között váltakozik. Vegetációs övezetei az esőerdőtől a füves vidékekig terjednek. Az erdőegyüttes nemzetközileg is jelentős az itt élő állatfajok védelme szempontjából, melyek közül 19 sérülékeny, 4 veszélyeztetett, 1 pedig kritikusan veszélyeztetett. 112 emlősfaj él itt köztük két gibbonfaj, közel négyszáz madárfaj, 200 hüllő- és kétéltűfaj. A legveszélyeztetettebb emlősei az elefánt, amelynek egy 200 egyedből álló populációja él az erdőben, valamint számos macskafajta, a ködfoltos párduc, a tigris, a márványfoltos macska, a szikmár (a tigris egyik rokona), vagy a csak itt élő ázsiai aranymacska. A veszélyeztetett madarak közé tartozik a réznyakú galamb, a bíbormálinkó, a zöld páva, a foltoscsőrű pelikán és a sárgafejű marabu. |                                   |

| | Keng Kracsan erdőegyüttes |
| 2021 |                           |
| Természeti (X) |                           |
| Védett terület: 408 940 ha, hivatkozás: 1461 |                           |
| A helyszín a Központi-hegyvidék, a többek között a Maláj-félszigeten végighúzódó észak-déli irányú mészkőhegység Thaiföld felőli oldalán található. A himalájai, indokínai és szumátrai növény és állattársulásainak találkozási pontján helyezkedik el, ennek következtében magas biodiverzitású terület. A térségben a száraz és nedves örökzöld erdők dominálnak egyes részeken lombhullató, és hegyi erdővel keveredve. Az erdőkben számos endemikus és veszélyeztetett növényfajt azonosítottak, ezen kívül madárvilága is rendkívül változatos köztük nyolc globálisan veszélyeztetett fajjal. Az itt élő állatok között megtalálható a súlyosan veszélyeztetett sziámi krokodil, a veszélyeztetett ázsiai vadkutya, egy veszélyeztetett tulokfaj a banteng, az ázsiai elefánt, az ázsiai óriásteknős és más sebezhető madár- és emlősfajok. Figyelemre méltó, hogy a területen nyolcféle macskafaj is talált életteret, köztük a tigris, a leopárd, a ködfoltos párduc és az ázsiai aranymacska. |                           |

| | Si Thep ősi városa és a hozzá tartozó dvaravati műemlékek |
| 2023 |                                                           |
| Kulturális (II)(III) |                                                           |
| Védett terület: 866,47 ha, puffer zóna: 3824,14 ha, hivatkozás: 1662 |                                                           |
| A helyszín három fő része a dvaravati kultúra emlékeit mutatja be. Az i. sz. 6. és 9. század közé datálható emlékek Délkelet-Ázsia történelmének egy fontos szakaszában jöttek létre. Hozzá tartozik Si Thep különleges szerkezetű, árokkal körbevett ikervárosa, Klang Nok a legnagyobb fennmaradt dvaravati műemlék és egy egyedülálló buddhista barlangkolostor ahol dvaravati szobrok és más műalkotások őrződtek meg. Si Thep városban több mint 112 jelentős kolostort azonosítottak ahol a hindu művészeti hagyományok átvételével egy Si Thep művészeti iskola néven ismert stílust hoztak létre. Ez a fajta ábrázolásmód később hatást gyakorolt más délkelet-ázsiai területekre is. Feltűnő stíluseleme a háttámasztó ív nélküli álló alakok a domborműveken. A buddhizmus és a hinduizmus egy helyen való létezése a dvaravati építészet és művészet egyik legfontosabb jellegzetessége. A város és műemlékei az Indiából eredő kulturális és vallási hagyományok egyik jelentős célpontja volt amiket a Dvaravati Birodalom sikerrel adaptált a 6. és a 9. század között. |                                                           |

| | Phu Phrabat |
| 2024 |             |
| Kulturális (III)(V) |             |
| Védett terület: 585,95 ha, puffer zóna: 598,8 ha, hivatkozás: 1507 |             |
| A helyszínen a Dvaravati kor - i. sz. 7-11. század - úgynevezett sīma hagyományos kőépítészetének emlékei találhatók meg. A sīma kövek a természetes sziklaalakzatokkal összhangban lévő építmények és a szent területek határait jelzik. Míg a théraváda buddhista szerzetesek szent területeik határait különböző anyagokkal jelölték meg kövek kiterjedt használata csak a délkelet-ázsiai Khorat-fennsík régiójára jellemző. A buddhizmus 7. századi érkezése után több mint négy évszázadon keresztül állítottak fel sīma köveket a régióban. A Phu Phrabat-hegységben található kövek a világ legnagyobb eredeti helyén megtalálható sīma kőegyüttes a Dvaravati-korszakból, amely a régióban egykor uralkodó építési hagyományról tanúskodik. A kövek felállításával és sziklamenedékek kialakításával a természeti környezetet egy vallási központtá alakították át. 47 sziklamenedék falán festményeket találtak, a képek a két évezredes emberi jelenlét bizonyítékai. |             |